# Isanthrene ustrina
Isanthrene ustrina är en fjärilsart som beskrevs av Jacob Hübner 1827. Isanthrene ustrina ingår i släktet Isanthrene och familjen björnspinnare. Inga underarter finns listade i Catalogue of Life.